# 贡比约恩山

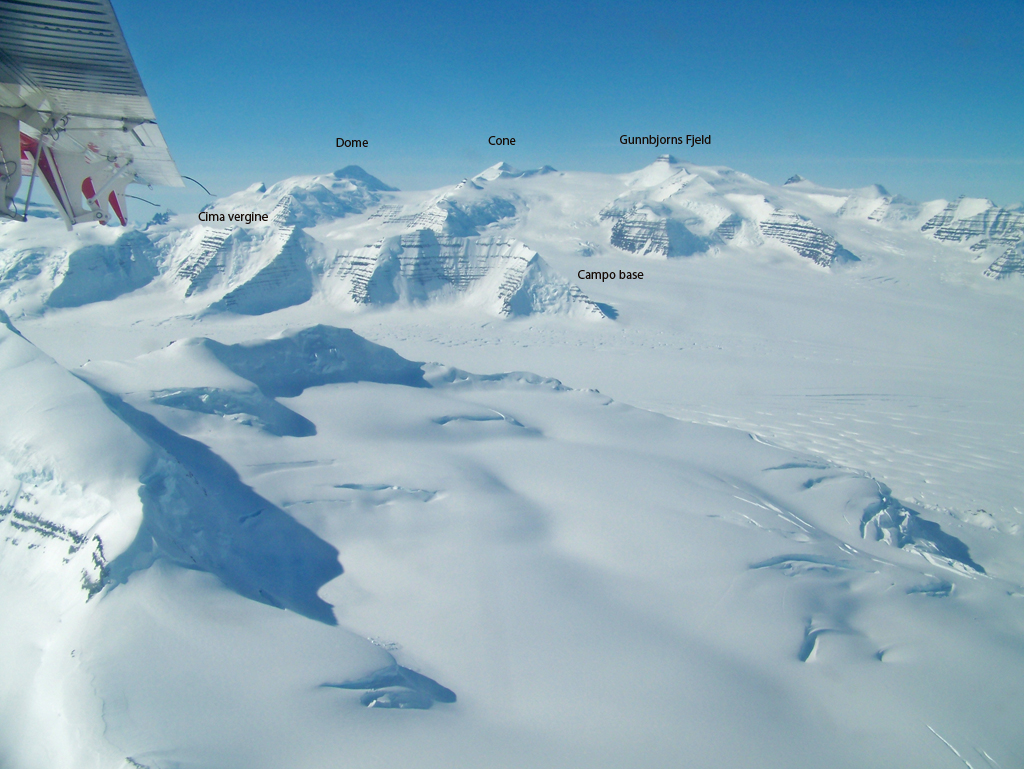

贡比约恩山（丹麥語：Gunnbjørn Fjeld），位于格陵兰本岛东部，为格陵兰第一高峰，也是北极圈内海拔最高的山峰。贡比约恩山海拔约3,694 m (12,120 ft)。距布洛斯维尔海岸（Blosseville Coast）65公里。1935年8月，人们首次成功攀登该山峰。